# Fumay
Fumay (valonsko Fumwè) je naselje in občina v severnem francoskem departmaju Ardeni regije Šampanja-Ardeni. Leta 2006 je naselje imelo 4.066 prebivalcev.
Fumay je poznan tudi pod imenom mesto skrilavca (La Cité de l'Ardoise). V njegovi bližini so se nahajali rudniki skrilavca, ki so kraju prinesli blaginjo v 19. stoletju. Poslednji rudnik so zaprli leta 1971.

## Geografija
Kraj se nahaja na severu pokrajine Šampanje ob velikem okljuku reke Meuse, 48 km severno od središča departmaja Charleville-Mézières, tik ob meji z Belgijo.

## Uprava
Fumay je sedež istoimenskega kantona, v katerega so poleg njegove vključene še občine Fépin, Hargnies, Haybes in Montigny-sur-Meuse s 7.595 prebivalci.
Kanton je sestavni del okrožja Charleville-Mézières.